# Tephritis mutabilis
Tephritis mutabilis
 es una especie de insecto díptero que Merz describió científicamente por primera vez en el año 1992.
Esta especie pertenece al género Tephritis de la familia Tephritidae.